# Preliminära världsarv i Afrika
Varje land som skrivit under världsarvskonventionen uppmuntras att göra en tentativ lista över objekt man avser nominera till världsarv i framtiden, med andra ord objekt som man håller på att utforma en fullständig nominering för.
Här nedan följer tentativa listor för olika länder i Afrika. 
| K | Kulturarv            |
| N | Naturarv             |
| X | Kultur- och naturarv |

|  | Wiktionary har en ordboksartikel om tentativ. |

## Algeriet[1]
| År   | Typ | Namn                                                                    |
| ---- | --- | ----------------------------------------------------------------------- |
| 2002 | K   | Foggaraoaser och ksaren Grand Erg Occidental                            |
| 2002 | K   | Nedroma och Trara                                                       |
| 2002 | K   | Oued souf                                                               |
| 2002 | K   | Kungliga mausoleer i Numidien, Mauretanien och förislamska gravmonument |
| 2002 | X   | Aurèsbergen med oaser och dalgångar i Rhoufi och El Kantara             |
| 2002 | K   | Platser och Augustinerordens vägar i centrala Maghreb                   |

## Angola[2]
| År   | Typ | Namn                              |
| ---- | --- | --------------------------------- |
| 1996 | K   | Vårfrukyrkan i Victoria           |
| 1996 | K   | Vårfrukyrkan i Muxima             |
| 1996 | K   | Vårfrukyrkan i Rosario            |
| 1996 | K   | Ruinen Mbanza-Kongo               |
| 1996 | K   | Kambambes fästning                |
| 1996 | K   | Muximas fästning                  |
| 1996 | K   | São Francisco do Penedos fästning |
| 1996 | K   | São Miguels fästning              |
| 1996 | K   | São Pedro da Barras fästning      |
| 1996 | K   | Massanganus fästning              |
| 1996 | K   | Lilla fortet i Kikombo            |

## Benin[3]
| År   | Typ | Namn                                                      |
| ---- | --- | --------------------------------------------------------- |
| 1996 | K   | Sjöområdet Ganvie                                         |
| 1996 | K   | Staden Ouidah : historiska kvarter och slavhandelns vägar |
| 1996 | K   | Porto-Novo : historiska kvarter och kungliga palatset     |
| 1996 | K   | Reservatet W du Niger och endemiska habitat i norra Benin |
| 1998 | K   | Underjordsbyn Agongointo-Zoungoudo                        |
| 2009 | N   | Pendjari nationalpark                                     |

## Botswana[4]
| År   | Typ | Namn                                                                              |
| ---- | --- | --------------------------------------------------------------------------------- |
| 1999 | K   | Kulturlandskapet Makgadikgadi                                                     |
| 1999 | N   | Gcwihaba                                                                          |
| 1999 | K   | Toutswemogala järnåldersbosättning                                                |
| 1999 | K   | Tswapongkullarna                                                                  |
| 2010 | X   | Central Kalahari viltreservat                                                     |
| 2010 | N   | Okavangodeltat                                                                    |
| 2010 | N   | Chobe Linyantisystemet                                                            |
| 2010 | K   | Kulturlandskapet Mapungubwe (transnationellt med Sydafrikas befintliga världsarv) |

## Burkina Faso[5]
| År   | Typ | Namn                                                                             |
| ---- | --- | -------------------------------------------------------------------------------- |
| 1996 | K   | Hällristningarna i Pobé-Mengao                                                   |
| 1996 | K   | Nekropolerna i Bourzanga                                                         |
| 1996 | K   | Järnutvinningsplatser i Kindiba                                                  |
| 2004 | N   | W du Niger nationalpark och intilliggande biosfärområde                          |
| 2012 | K   | Kungliga hovet i Tiébélé                                                         |
| 2012 | K   | Forntida järnutvinningsplatser (Ronquin, Tiwega, Yamane, Kinbo, Bekuy, Douroula) |
| 2012 | N   | Biosfärområdet med flodhästdammen i Bala                                         |
| 2012 | N   | Nationalparkskomplexet Arly-W                                                    |
| 2012 | K   | Hällristningarna i Sahelområdet i Burkina Faso                                   |

## Burundi[6]
| År   | Typ | Namn                                            |
| ---- | --- | ----------------------------------------------- |
| 2007 | N   | Gasumo, Nilens sydligaste källa                 |
| 2007 | N   | Rusizi nationalpark                             |
| 2007 | K   | Burundis kungliga residens: Gishorafallet       |
| 2007 | N   | Tanganyikasjön                                  |
| 2007 | N   | Kibira nationalpark                             |
| 2007 | N   | Ruvubu nationalpark                             |
| 2007 | K   | Traditionella Burundiska hus (rugo) i Mugamba   |
| 2007 | X   | Karerafallen och förkastningen i Nyakazu        |
| 2007 | X   | Naturarven i Muramvya, Mpotsa och Nkiko-Mugamba |
| 2007 | N   | Rwihinda, fågelsjön                             |

## Centralafrikanska republiken[7]
| År   | Typ | Namn                                                                                  |
| ---- | --- | ------------------------------------------------------------------------------------- |
| 2006 | K   | Megaliterna i Bouar                                                                   |
| 2006 | K   | Sultan Sénoussis fortifierade palats Tata, grottorna i Kaga-Kpoungouvou, staden Ndélé |
| 2006 | K   | Paleometallurgiska platser i Bangui                                                   |
| 2006 | K   | Hällristningarna i Lengo                                                              |
| 2006 | K   | Spåren efter Zingabanan                                                               |
| 2006 | N   | Det integrerade reservatet Mbaéré-Bondingué                                           |
| 2006 | N   | Mbifallen                                                                             |
| 2006 | K   | Kullen och slättlandet, Oubanguifloden och koloniala arvet i staden Bangui            |
| 2006 | X   | Skogen och bosättningsområdena tillhörande pygméerna                                  |

## Djibouti
- Djibouti har ännu inte lämnat in någon tentativ världsarvslista.[8]

## Egypten[9]
| År   | Typ | Namn                                                                                                   |
| ---- | --- | --- |
| 1994 | K   | Dahab                                                                                                  |
| 1994 | K   | Dahshurs arkeologiska område                                                                           |
| 1994 | K   | El Fayoum                                                                                              |
| 1994 | K   | Fästningen El-Gendi                                                                                    |
| 1994 | K   | Minia                                                                                                  |
| 1994 | K   | Slottet Newibah                                                                                        |
| 1994 | K   | Norra Sinais arkeologiska lokaler                                                                      |
| 1994 | K   | Faraoön                                                                                                |
| 1994 | K   | Ruthoklostret                                                                                          |
| 1994 | K   | Siwas arkeologiska område                                                                              |
| 1994 | K   | Hators tempel, uppfört under Ramses III                                                                |
| 1994 | K   | Serabit el-Khadim                                                                                      |
| 1994 | K   | Wadi Feiran                                                                                            |
| 2002 | N   | Ras Mohammad                                                                                           |
| 2003 | X   | Området Gebel Qatrani, sjön Qarouns naturreservat                                                      |
| 2003 | N   | Flyttfåglarnas vägar                                                                                   |
| 2003 | N   | Wadisöknen                                                                                             |
| 2003 | N   | Stora ökenlandskap (Qattarasänkan, Stora sandhavet)                                                    |
| 2003 | K   | Bergskedjor (Yelleg, Halal, Maghara, Gebel Shayeb El-Banat, Gebel Elba, Gebel Oweinat, Gilf El-Kebir)  |
| 2003 | N   | Sydliga och mindre oaser, Västra öknen (Kharga, Dakhla, Kurkur, Dungul, Moghra, Wadi El Natrun)        |
| 2003 | K   | Abydos, Faraonernas pilgrimsstad                                                                       |
| 2003 | K   | Alexandria, historiska lämningar och det nya biblioteket                                               |
| 2003 | K   | Historiska kvarter och monument i Rosetta/Rachid                                                       |
| 2003 | K   | Gravplatser i Mellersta riket, från Mellersta imperiets tid till den Romerska eran                     |
| 2003 | K   | Fayoumoasen, hydrauliska lämningar och uråldriga kulturlandskap                                        |
| 2003 | K   | Faraoniska tempel i Övre Egypten från Ptolemaisk och Romerska tiden (Dendera, Esna, Idfu och Kom Ombo) |
| 2003 | K   | Raoudhas nilometer i Kairo                                                                             |
| 2003 | K   | Fästningen An-Nakhl, ett delmål på pilgrimsvägen till Mekka                                            |
| 2003 | K   | Klostren i arabiska öknen och Wadi Natrun                                                              |
| 2003 | K   | Två citadell i Sinai från Saladinperioden (Al-Gundi och Faraos ö)                                      |
| 2008 | N   | Dababiya                                                                                               |
| 2010 | X   | Helwans observatorium                                                                                  |

## Ekvatorialguinea
- Ekvatorialguinea har ännu inte lämnat in någon tentativ världsarvslista.[10]

## Elfenbenskusten[11]
| År   | Typ | Namn |
| ---- | --- | --- |
| 2006 | N   | Iles Ehotilé nationalpark |
| 2006 | X   | Arkeologiska parken Ahouakro |
| 2006 | K   | Moskéer i sudanesisk stil i norra Elfenbenskusten (Moskén i Kaouara, Moskén i Tengrélan, Moskén i Kouto, Moskén i Nambira, Moskéerna i Kong) |
| 2006 | K   | Historiska byn Grand-Bassam |

## Eritrea[12]
| År   | Typ | Namn                                                         |
| ---- | --- | ------------------------------------------------------------ |
| 2005 | K   | Asmaras historiska gränser och dess modernistiska arkitektur |
| 2011 | K   | Kulturlandskapet Qoahito                                     |

## Etiopien[13]
| År   | Typ | Namn                                                                  |
| ---- | --- | --------------------------------------------------------------------- |
| 2008 | N   | Balebergens nationalpark                                              |
| 2011 | K   | Dirre Shejk Husseins religiösa, kulturella och historiska plats       |
| 2011 | X   | Holqa Sof Omar: Natur- och kulturarv (Sof Omar: Mysteriernas grottor) |

## Gabon[14]
| År   | Typ | Namn                                                       |
| ---- | --- | ---------------------------------------------------------- |
| 2003 | X   | Ekosystem och pygméernas kulturarv i bergsmassivet Minkébé |
| 2005 | X   | Grottorna i Lastourville                                   |
| 2005 | X   | Batéképlatåns nationalpark                                 |
| 2005 | X   | Moukalaba Doudou nationalpark                              |
| 2005 | X   | Monts Birougou nationalpark                                |
| 2005 | N   | Ivindo nationalpark                                        |
| 2009 | K   | Albert Schweizers gamla sjukhus i Lambaréné                |

## Gambia[15]
- Gambia saknar för närvarande tentativ världsarvslista.

## Ghana[16]
| År   | Typ | Namn                                          |
| ---- | --- | --------------------------------------------- |
| 2000 | N   | Kakum nationalpark                            |
| 2000 | N   | Mole nationalpark                             |
| 2000 | K   | Navrongo katolska katedral                    |
| 2000 | K   | Bosättningen Nzulezu Stilt                    |
| 2000 | K   | Bosättningarna Tenzug-Tallensi                |
| 2000 | K   | Handels- och pilgrimsvägar i nordvästra Ghana |

## Guinea[17]
| År   | Typ | Namn                                                          |
| ---- | --- | ------------------------------------------------------------- |
| 2001 | K   | Lokala arkitekturen och mandeiska kulturarvet Gberedou/Hamana |
| 2001 | K   | Kulturarvet Nimbamassivet                                     |
| 2001 | K   | Slavhandelns vägar i Afrika från Timbo till Rio Pongo         |

## Guinea-Bissau[18]
| År   | Typ | Namn                                |
| ---- | --- | ----------------------------------- |
| 2006 | N   | Biosfärområdet i Bijagosarkipelagen |

## Kamerun[19]
| År   | Typ | Namn                                          |
| ---- | --- | --------------------------------------------- |
| 2006 | K   | Chefferiet i Bafut                            |
| 2006 | K   | Shum Lakas arkeologiska lokal                 |
| 2006 | K   | Megaliterna i Saa                             |
| 2006 | K   | Bidzars hällristningar                        |
| 2006 | K   | Diy-Gid-Biy i Mandaraberget                   |
| 2006 | K   | Lamidatet i Rey-Bouba                         |
| 2006 | X   | Lobéfallen                                    |
| 2006 | N   | Korups nationalpark                           |
| 2006 | N   | Campo Ma’ans nationalpark                     |
| 2006 | N   | Waza nationalpark                             |
| 2006 | N   | Boumba Beks nationalpark och Nki nationalpark |
| 2006 | N   | Kameruns del av Tchadsjön                     |

## Kap Verde[20]
| År   | Typ | Namn                                              |
| ---- | --- | ------------------------------------------------- |
| 2004 | K   | Koncentrationslägren i Tarrafal                   |
| 2004 | N   | Sänkor och upphöjningar i floderna Torre och Paul |
| 2004 | X   | Saltverken i Pedra Lume                           |
| 2004 | K   | Staden Praias platå                               |
| 2004 | K   | Staden São Filipe                                 |

## Kenya[21]
| År   | Typ | Namn                                                                                                   |
| ---- | --- | --- |
| 1997 | K   | Gamla staden i Mombasa                                                                                 |
| 1999 | N   | Bogoriasjöns nationalreservat                                                                          |
| 1999 | N   | Naivashasjön                                                                                           |
| 1999 | N   | Nakurusjöns nationalpark                                                                               |
| 2010 | N   | Aberdarebergen                                                                                         |
| 2010 | N   | Mount Kenya nationalpark/ Naturlig skog / Lewa vildmarksreservat (utvidgning)                          |
| 2010 | N   | Afrikanska gravsänkesystemet - Hell's Gate nationalpark                                                |
| 2010 | X   | Afrikanska gravsänkesystemet - Förhistoriska platsen Olorgesailie                                      |
| 2010 | X   | Afrikanska gravsänkesystemet - Maasai Mara                                                             |
| 2010 | K   | Afrikanska gravsänkesystemet - Marakwets bevattningssystem med sluttningsfåror                         |
| 2010 | N   | The Eastern Arc Coastal Forests (Arabuko-Sokoke Forest and Shimba Hills National Reserve) (12/02/2010) |
| 2010 | N   | Afrikanska gravsänkesystemet - Kenyas sjösystem: Bogoriasjön, Elementaita, Nakurusjön                  |
| 2010 | K   | Historiska staden Gedi                                                                                 |
| 2010 | N   | Kakemegaskogen                                                                                         |
| 2010 | N   | Naturskyddsområdet Meru                                                                                |
| 2010 | K   | Ökomplexet Mfangano-Rusinga                                                                            |
| 2010 | N   | Tanadeltat och skogskomplex                                                                            |
| 2010 | K   | Kulturlandskapet Thimlich Ohinga                                                                       |
| 2010 | N   | Tsavoparkerna (Tsavo Östra nationalpark, Tsavo Västra nationalpark) och Chyuluhöjdernas komplex        |

## Komorerna[22]
| År   | Typ | Namn                                          |
| ---- | --- | --------------------------------------------- |
| 2007 | N   | Marina ekosystem i Komorerna                  |
| 2007 | X   | Terresta ekosystem och kulturarv i Komorerna  |
| 2007 | K   | Historiska sultanat i Komorerna               |
| 2007 | K   | Kulturarvet Parfymplantage på Iles de la Lune |

## Kongo-Brazzaville[23]
| År   | Typ | Namn                                            |
| ---- | --- | ----------------------------------------------- |
| 2008 | K   | Gamla ombordstigningshamnen för slavar i Loango |
| 2008 | K   | Kungliga domänen Mbé                            |
| 2008 | N   | Conkouati-Douli nationalpark                    |
| 2008 | N   | Odzala-Kokoua nationalpark                      |
| 2008 | N   | Nouabalé Ndoki nationalpark                     |

## Kongo-Kinshasa[24]
| År   | Typ | Namn                        |
| ---- | --- | --------------------------- |
| 1997 | X   | Grottorna i Dimba och Ngovo |
| 1997 | X   | Grottorna i Maputi          |
| 1997 | X   | Sänkan Upemba               |

## Lesotho[25]
| År   | Typ | Namn                           |
| ---- | --- | ------------------------------ |
| 2008 | K   | Sehlabathebe nationalpark      |
| 2008 | K   | Nationalmonumentet Thaba-Bosiu |

## Liberia
- Liberia har ännu inte lämnat in någon tentativ världsarvslista.[26]

## Libyen
- Liberia har ännu inte lämnat in någon tentativ världsarvslista.[27].

## Madagaskar[28]
| År   | Typ | Namn                                                                        |
| ---- | --- | --------------------------------------------------------------------------- |
| 1997 | K   | Antongona                                                                   |
| 1997 | K   | Klippan och grottor i Isandra                                               |
| 1997 | K   | Kulturarvet ris och hydraulik i Betafo                                      |
| 1997 | K   | Tsinjorarivo Rova                                                           |
| 1997 | K   | Sydöstra Madagaskar, arvet Mahafaly                                         |
| 2008 | K   | Anjanaharibe-Suds speciella reservat (utvidgning av Atsinananas regnskogar) |
| 2008 | K   | Andrefanaskogarna                                                           |

## Malawi[29]
| År   | Typ | Namn                                                  |
| ---- | --- | ----------------------------------------------------- |
| 1997 | K   | Klippkonstområdet Chongoni                            |
| 2000 | K   | Mulanjebergens biosfärområde                          |
| 2000 | K   | Nyika nationalpark                                    |
| 2011 | K   | Khulubvi och associerade Mbonas heliga regnhelgedomar |
| 2011 | K   | Chilvas våtmarker                                     |
| 2011 | K   | Malawis slavrutter och David Livingstoneleden         |
| 2011 | X   | Vwazaträskets viltreservat                            |

## Mali[30]
| År   | Typ | Namn                             |
| ---- | --- | -------------------------------- |
| 1999 | K   | Fortet i Médine                  |
| 1999 | K   | Es-Souk                          |
| 1999 | K   | Kamablon                         |
| 1999 | K   | La Boucle du Baoulé              |
| 2008 | K   | Den stora fredagsmoskén i Niono  |
| 2009 | K   | Historiska staden Hamdallahi     |
| 2009 | K   | Kurukan Fuga                     |
| 2009 | K   | Komoguels moské                  |
| 2009 | K   | Befästa murarna (tata) i Sikasso |

## Marocko[31]
| År   | Typ | Namn                                             |
| ---- | --- | ------------------------------------------------ |
| 1995 | K   | El Gour                                          |
| 1995 | K   | Grottan i Taforalt                               |
| 1995 | K   | Moskén i Tinmel                                  |
| 1995 | K   | Moulay Idriss Zerhoun                            |
| 1995 | K   | Taza och den stora moskén                        |
| 1995 | K   | Staden Lixus                                     |
| 1998 | N   | Området Dragonnier Ajgal                         |
| 1998 | N   | Lagunen i Khnifiss                               |
| 1998 | N   | Dakhla nationalpark                              |
| 1998 | N   | Talassemtane naturpark                           |
| 2010 | K   | Historiska ensemblen i Rabat : ett gemensamt arv |
| 2011 | K   | Figuigoasen                                      |

## Mauretanien[32]
| År   | Typ | Namn                            |
| ---- | --- | ------------------------------- |
| 2002 | K   | Kulturarvet Azougui             |
| 2002 | K   | Kumbi Salehs arkeologiska lokal |
| 2002 | K   | Aoudaghosts arkeologiska lokal  |

## Mauritius[33]
| År   | Typ | Namn                             |
| ---- | --- | -------------------------------- |
| 2006 | N   | Black River Georges nationalpark |

## Moçambique[34]
| År   | Typ | Namn                                  |
| ---- | --- | ------------------------------------- |
| 1997 | K   | Manyikeni och Chibuene                |
| 2008 | N   | Ponta de Ouros skyddade marina område |
| 2008 | X   | Ögruppen Quirimba och ön Ibo          |
| 2008 | K   | Vumbas klippmålningar                 |

## Namibia[35]
| År   | Typ | Namn                                 |
| ---- | --- | ------------------------------------ |
| 2002 | X   | Nationalmonumentet Brandbergs område |
| 2002 | N   | Kanjonen Fishriver                   |
| 2002 | X   | Södra Namiböknen                     |
| 2002 | N   | Welwitschiaslätten                   |

## Niger[36]
| År   | Typ | Namn                                                           |
| ---- | --- | -------------------------------------------------------------- |
| 2006 | K   | Arkeologiska lokaler i W nationalpark                          |
| 2006 | K   | Staden Agadez: den stora moskén och historiska kvarter         |
| 2006 | K   | Gamla staden i Zinder, distriktet i Birni och sultanatet       |
| 2006 | K   | Zarmakoyepalatset i Dosso                                      |
| 2006 | K   | Markmoskéerna i regionen Tahoua                                |
| 2006 | K   | Kulturvägar genom Saharaöknen: Saltets väg                     |
| 2006 | K   | Platån och fortet i Djado                                      |
| 2006 | K   | Arkeologiska området Bura, Niger                               |
| 2006 | K   | Lougouområdet                                                  |
| 2006 | N   | Giraffområdet                                                  |
| 2006 | N   | Ternitmassivet                                                 |
| 2006 | N   | Faunareservatet i Galbedji                                     |
| 2006 | N   | Hela det skyddade skogsområdet i regionen Agadez               |
| 2006 | N   | Dammen d'Ounsolo eller N'Solo                                  |
| 2006 | N   | Nigers del av Tchadsjön                                        |
| 2006 | X   | Floden Niger, öarna och dalgången                              |
| 2006 | K   | Nationella naturreservatet Aïr et du Ténéré                    |
| 2006 | X   | Dinosaurielager                                                |
| 2006 | X   | Den klassificerade skogen, sjön Madarounfa och 99 helgons grav |

## Nigeria[37]
| År   | Typ | Namn                                              |
| ---- | --- | ------------------------------------------------- |
| 1995 | K   | Benin Iya / Sungbo' s Eredo                       |
| 1995 | N   | Gashaki-Gumpti nationalpark                       |
| 1995 | K   | Kwiambana och/eller Ningi                         |
| 1995 | N   | Nigerdeltats mangroveträsk                        |
| 1995 | N   | Obanhöjderna / Korup                              |
| 1995 | K   | Gamla Oyo                                         |
| 2007 | K   | Alok Ikoms stenmonoliter                          |
| 2007 | K   | Antika Kanos stadsmurar och associerade platser   |
| 2007 | K   | Slavrutten Arochkwu Long Juju (grottempelkomplex) |
| 2007 | X   | Ogbunikegrottorna                                 |
| 2007 | K   | Oke Idanre                                        |
| 2007 | X   | Kulturlandskapet Surame                           |

## Réunion(Frankrike)[38]
- Efter att Réunions nationalpark blev ett världsarv 2010 har Frankrike inte längre några tentativa världsarv i Réunion.

## Rwanda
- Rwanda har ännu inte lämnat in någon tentativ världsarvslista.[39]

## São Tomé och Príncipe
- São Tomé och Príncipe har ännu inte lämnat in någon tentativ världsarvslista.[40]

## Senegal[41]
| År   | Typ | Namn                                                                 |
| ---- | --- | -------------------------------------------------------------------- |
| 2005 | K   | Industriell arkitektur i Basse-Casamance                             |
| 2005 | K   | L’Aéropostale                                                        |
| 2005 | K   | Ön Carabane                                                          |
| 2005 | X   | Sjön Rose                                                            |
| 2005 | K   | Landet Bassari : kulturtraditionerna bassari, bedik, koniagui, bapen |
| 2005 | K   | Le Vieux Rufisque                                                    |
| 2005 | K   | Anlöpningshamnar i Senegalfloden                                     |
| 2005 | K   | Gravhögarna i Cekeen                                                 |
| 2005 | X   | Nationalparken på ön Madeleine                                       |

## Seychellerna
- Seychellerna har ännu inte lämnat in någon tentativ världsarvslista.[42]

## Sierra Leone
- Sierra Leone har ännu inte lämnat in någon tentativ världsarvslista.[43]

## Somalia
- Somalia har ännu inte skrivit under och ratificerat världsarvskonventionen[44].

## Sudan[45]
| År   | Typ | Namn                    |
| ---- | --- | ----------------------- |
| 1994 | K   | Kerma                   |
| 1994 | K   | Gamla Dongola           |
| 1994 | K   | Suakin                  |
| 2004 | N   | Dinder nationalpark     |
| 2004 | N   | Sanganeb nationalpark   |
| 2004 | N   | Wadi Howar nationalpark |

## Swaziland[46]
| År   | Typ | Namn            |
| ---- | --- | --------------- |
| 2008 | K   | Ngwenyagruvorna |

## Sydafrika[47]
| År   | Typ | Namn |
| ---- | --- | --- |
| 1998 | K   | Pleistocena bosättningsplatser vid Klasies river, Border cave, Wonderwerk cave och jämförbara platser associerade med uppkomsten av den moderna människan |
| 2004 | K   | Kimberleygruvorna och associerade tidiga industrier |
| 2004 | K   | Pilgrim's Rests reduktionsverks industriarv |
| 2004 | K   | !Xam - hjärtat av Khomanis område |
| 2009 | N   | Alexandrias kustnära sanddyner |
| 2009 | N   | Cape Floral-regionens skyddade områden |
| 2009 | K   | Liberation Heritage-leden |
| 2009 | N   | Saftiga Karoos skyddsområden |
| 2009 | N   | Bergslandet Barberton, Barbertons grönstensbälte eller Makhonjwabergen                                                                                    |
| 2009 | K   | Godahoppsudden meridianbåge |
| 2009 | K   | Kulturlandskapet Cape Winelands |
| 2009 | K   | Koppargruvslandskapet Namaqualand |
| 2009 | N   | Prince Edward Islands |

## Sydsudan
- Sydsudan har ännu inte skrivit under och ratificerat världsarvskonventionen[44].

## Tanzania[48]
| År   | Typ | Namn                                       |
| ---- | --- | ------------------------------------------ |
| 1997 | N   | Gombe nationalpark                         |
| 1997 | N   | Jozani - Chwaka Bay naturskyddsområde      |
| 1997 | K   | Oldonyo Murwak                             |
| 2000 | K   | Klippmålningarna i Kondoa Irangi           |
| 2006 | N   | Eastern Arcbergens skogar                  |
| 2006 | K   | Slav- och elfenbenshandelns centrala vägar |

## Tchad[49]
| År   | Typ | Namn                                                     |
| ---- | --- | -------------------------------------------------------- |
| 2005 | K   | Hällristningar och klippmålningar i l'Ennedi och Tibesti |
| 2005 | X   | Archeiregionen: naturarv, kulturarv och klippkonst       |
| 2005 | N   | Tchadsjön                                                |
| 2005 | K   | Metallutvinningsområdet Begon II                         |
| 2005 | K   | Järngruvorna i Télé-Nugar                                |
| 2005 | N   | Ouniangasjöarna                                          |
| 2005 | K   | Ouararuinerna                                            |
| 2005 | N   | Zakouma nationalpark                                     |
| 2005 | N   | Historiska människoplatser i Djourab                     |

## Togo[50]
| År   | Typ | Namn                                                |
| ---- | --- | --------------------------------------------------- |
| 2000 | K   | Enheten Aného-Glidji                                |
| 2000 | K   | Vindgrottorna i Nok och Mamproug                    |
| 2002 | X   | Alédjo faunareservat                                |
| 2002 | K   | Guvernörspalatset                                   |
| 2002 | X   | Fazao Mafakassa nationalpark                        |
| 2002 | N   | Kéran nationalpark och faunareservatet Oti-Mandouri |
| 2002 | K   | Woold Homé                                          |

## Tunisien[51]
| År   | Typ | Namn                                                                    |
| ---- | --- | ----------------------------------------------------------------------- |
| 2008 | N   | El Feija nationalpark                                                   |
| 2008 | N   | Bouhedma nationalpark                                                   |
| 2008 | N   | Chott El Jerid                                                          |
| 2008 | X   | Gabèsoasen                                                              |
| 2012 | K   | Romerska hydraulkomplexet i Zaghouan-Kartago                            |
| 2012 | K   | Ön Djerba                                                               |
| 2012 | K   | Gamla numidiska marmorstenbrotten i Chimtou                             |
| 2012 | K   | Romarrikets yttre gränser - Sydtunisiens Limes                          |
| 2012 | K   | Medinan i Sfax                                                          |
| 2012 | K   | Kungliga mausoleum i Numidien, Mauretanien och förislamska gravmonument |

## Uganda[52]
| År   | Typ | Namn                           |
| ---- | --- | ------------------------------ |
| 1997 | K   | Bigo bya Mugyenyi              |
| 1997 | K   | Kibiro (saltproducerande by)   |
| 1997 | K   | Ntusi                          |
| 1997 | K   | Nueross klippmålningar         |
| 2007 | N   | Mgahingagorillans nationalpark |

## Zambia[53]
| År   | Typ | Namn                                             |
| ---- | --- | ------------------------------------------------ |
| 1997 | K   | Dag Hammarskjölds minnesplats (haveriplatsen)    |
| 1997 | K   | Arkeologiska området vid Kalambofallen           |
| 2009 | X   | Kalambofallen                                    |
| 2009 | N   | Chirundu Fossil Forest (10/03/2009)              |
| 2009 | X   | Klippmålningarna i Mwela och närliggande områden |
| 2009 | K   | Kulturlandskapet Barotse                         |
| 2009 | N   | Zambezis källa                                   |

## Zimbabwe[54]
| År   | Typ | Namn                    |
| ---- | --- | ----------------------- |
| 1997 | K   | Nationalmonumentet Ziwa |